# Ganarew
Ganarew – wieś w Anglii, w hrabstwie Herefordshire. Leży 24 km na południe od miasta Hereford i 181 km na zachód od Londynu.